# Awendo
Kiboga – miasto w Kenii, w hrabstwie Migori. Liczy 16,8 tys. mieszkańców. 